# 林偉文 (民建聯)
林偉文（英語：Raymond Lam Wai-man），香港建制派民建聯及工聯會政治人物，現任香港深水埗區議會深水埗東選區議員。

## 從政生涯

### 2015年香港區議會選舉
於2015年香港區議會選舉，林偉文出戰龍坪及上白田選區，挑戰民協吳美，但最終吳取得約五成七得票連任。

### 2019年香港區議會選舉
於2019年香港區議會選舉，林偉文出戰下白田選區，挑戰昔日拍檔，曾一度改投經民聯的時任泛民議員甄啟榮。 甄啟榮於選舉前接受香港獨立媒體訪問，指曾加入建制派是遺憾一生，當初誤信經民聯擁有行政會議成員，能協助地區發聲，但其後發現「建制派係會叫你唔好做嘢，唔好阻住政府施政」，和自己理念違背。而林偉文則就甄啟榮的政治立場作攻擊，批評對方是變色龍。 最終甄啟榮擊敗林偉文成功連任。

### 2020年香港立法會選舉
於2020年香港立法會選舉中，林偉文位列九龍西鄭泳舜名單第4名。

### 2023年香港區議會選舉

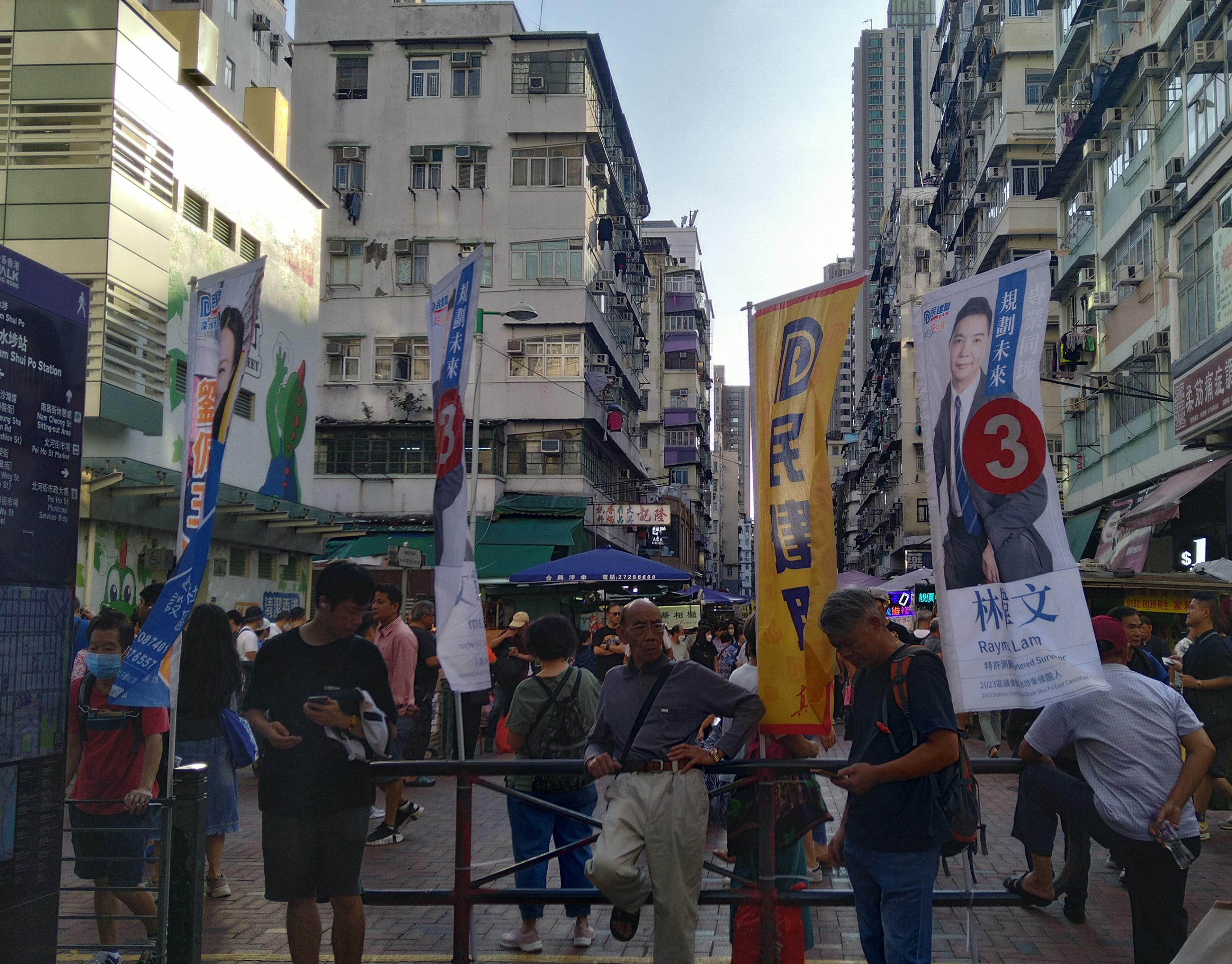
林偉文在深水埗站C出口對出的宣傳旗。

於2023年香港區議會選舉，林偉文出戰深水埗東選區。

## 資料來源
1. ↑  .   [2020-07-21]. （原始内容存档于2018-06-13）.
2. 1 2  .   [2020-07-21]. （原始内容存档于2020-07-21）.
3. ↑  . 香港獨立媒體網. 2019-10-29  [2020-08-09]. （原始内容存档于2019-10-30）.
4. ↑  . 頭條日報. 2019-11-25  [2020-08-09]. （原始内容存档于2019-12-20）.